# Johnstown (County Kildare)
Johnstown (irisch Baile Eoin; deutsch: Johannisort) ist ein Dorf im irischen County Kildare. Laut der Volkszählung von 2022 hat Johnstown 1320 Einwohner.

## Lage
Johnstown liegt etwa 33 Kilometer westsüdwestlich von Dublin und etwa vier Kilometer nordöstlich von Naas an der M7, die hier in die N7 Richtung Dublin übergeht. 

## Geschichte
Erhalten ist die Ruine der früheren Johanniskirche aus der Zeit um 1500. 
Johnstown war bis in das 19. Jahrhundert eine bedeutende Wechselstation für Kutschen und Boten. Die Siedlung war aber bis 1970 ein Weiler mit wenigen Häusern. Ab 1990 begann eine planmäßige Anlegung der Neubausiedlung Johnstown. 

## Persönlichkeiten
- Anthony Lawlor (* 1959), Politiker

## Sehenswürdigkeiten
- Reste der Johanniskirche bzw. des Johanniterordens

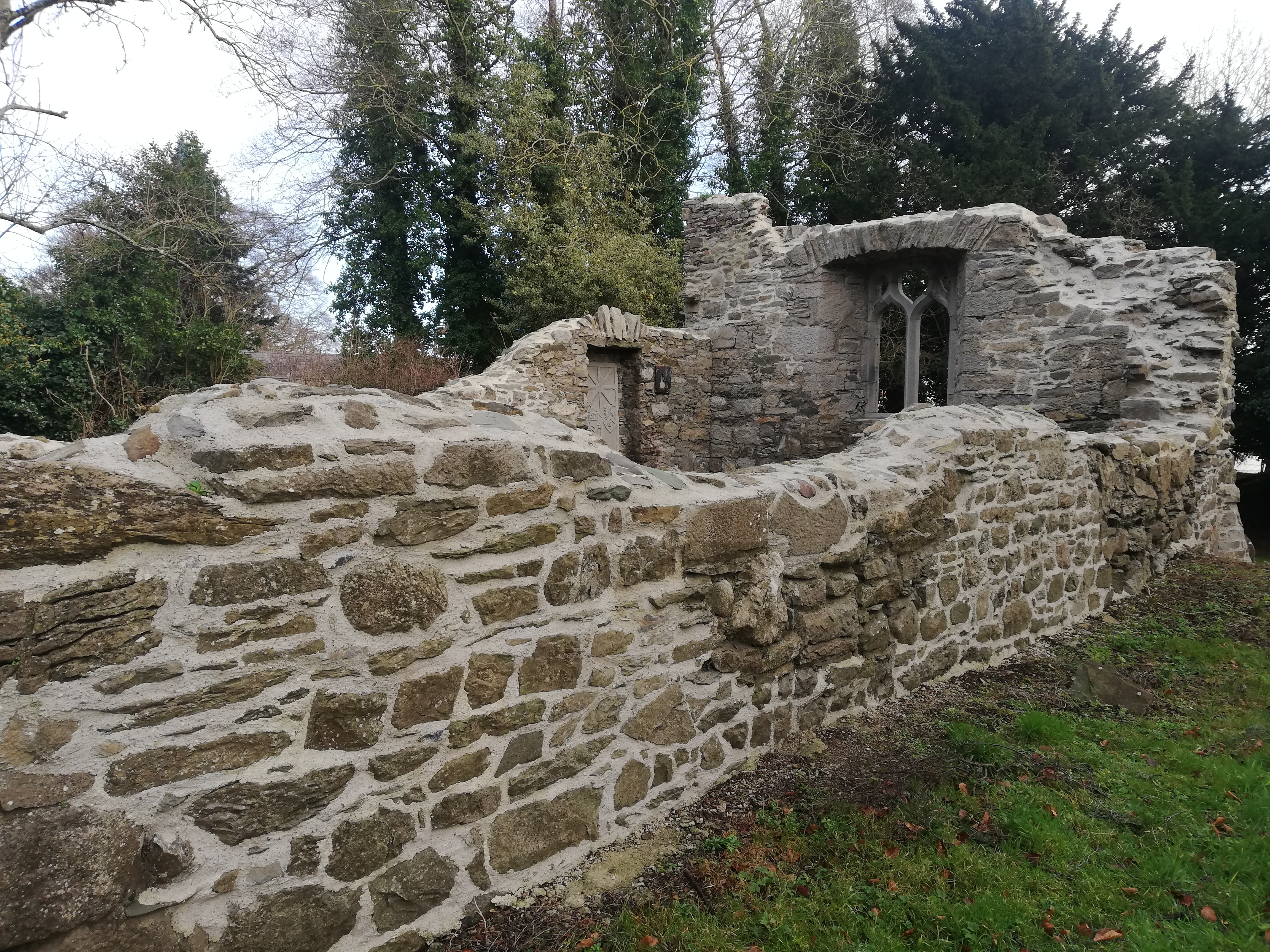
Johanniterkirche